# Telsimia crebra
Telsimia crebra – gatunek chrząszcza z rodziny biedronkowatych i podrodziny Coccinellinae.

## Taksonomia
Gatunek ten opisany został po raz pierwszy w 1895 roku przez Thomasa Blackburna pod nazwą Lipernes creber. Nazwa Lipernes okazała się jednak młodszym homonimem nazwy wprowadzonej w 1879 roku przez George’a Roberta Waterhouse’a. W 1900 roku Blackburn proponował zastąpienie jej nazwą Notolipernes. Rok wcześniej wprowadzona jednak została przez Thomasa Lincolna Caseya nazwa Telsimia i to ją uznaje się za ważną.

## Morfologia
Chrząszcz o ciele długości od 1,2 do 1,3 mm, od 1,2 do 1,3 raza dłuższym niż szerokim, w zarysie krótko-owalnym, z wierzchu silnie wysklepionym. Ubarwienie ma czarne z ciemnorudymi czułkami i głaszczkami oraz czarnymi lub ciemnobrązowymi odnóżami z jaśniejszymi stopami.
Głowa jest silnie poprzeczna, zaopatrzona w duże oczy oraz bardzo krótkie czułki. Powierzchnia czoła jest pokryta punktami wielkości omatidiów oddalonymi o jedną średnicę lub nieco bardziej oraz porośnięta rzadkim, żółtawobiałym owłosieniem. 
Przedplecze jest silnie poprzeczne, o krawędzi przedniej lekko pośrodku łukowatej, kątach przednich zaokrąglonych, krawędziach bocznych bardzo wąsko rozpłaszczonych i również lekko łukowatych, a kątach tylnych rozwartych i zaostrzonych. Punkty na dysku przedplecza są większe niż na czole i oddalone na swoją średnicę lub nieco mniej, na jego bokach zaś jeszcze większe i oddalone na połowę średnicy. Owłosienie dysku przedplecza jest półpokładające się i skierowane do przodu. Między pokrywami widnieje mała, trójkątna tarczka. Pokrywy są silnie sklepione, tak szerokie jak długie, o mocno zwężających się ku szczytowi, ale osiągających go epipleurach. Punkty na pokrywach są niewiele większe niż na dysku przedplecza, rozstawione na odległości równe swoim średnicom. Owłosienie na pokrywach jest krótkie, półwzniesione, rozchodzące się promieniście, a przy szwie skierowane ku tyłowi. Przedpiersie ma wyrostek międzybiodrowy pokryty grubymi, bezładnie rozmieszczonymi punktami oddalonymi od siebie o znacznie mniej niż średnicę. Odnóża wszystkich par u samca mają stopy o rozdwojonych pazurkach z bardzo krótkim ząbkiem wewnętrznym. U samicy wszystkie pazurki mają płytko odkrojony płatek nasadowy.
Odwłok ma pięć widocznych na spodzie sternitów (wentrytów), z których dwa pierwsze są częściowo zespolone, ale z dobrze zaznaczonym szwem. Płytki zabiodrowe na pierwszym wentrycie są na zewnętrznych krawędziach kątowo zakrzywione. Punkty między biodrami są tak duże jak na zapiersiu i równie gęsto rozmieszczone. Wentryt piąty jest tak długi jak te od drugiego do czwartego razem wzięte. Na dyskach trzeciego i czwartego wentrytu punktowanie nie ogranicza się do pojedynczych szeregów.

## Ekologia i występowanie
Owad endemiczny dla Australii, znany tylko z północnej części Queenslandu. Zasiedla lasy deszczowe. Zarówno larwy, jak i owady dorosłe są drapieżnikami żerującymi na czerwcach (kokcydofagi), preferującymi przedstawicieli tarcznikowatych.